# HP EliteBook
HP EliteBook est une gamme d'ordinateurs portables professionnels haut de gamme conçus par HP depuis 2008.
La ligne HP ProBook se situe en dessous de EliteBook.
La ligne HP ZBook (en) est une déclinaison de EliteBook disposant de processeur encore plus rapides.

## Concurrence
- Acer Prestige[1] et Acer TravelMate (en) (partiellement)
- Asus Expertbook, Zenbook (en)
- Dell XPS
- MSI Prestige
- ThinkPad X